# Лёгкая атлетика на летних Олимпийских играх 2016 — эстафета 4×100 метров (мужчины)
Соревнования в эстафете 4 по 100 метров у мужчин на Олимпийских играх 2016 года в Рио-де-Жанейро прошли 18 и 19 августа 2016 года на Олимпийском стадионе.
Сборная Ямайки была фаворитом соревнований, Чемпионы мира 2015 года, обладатели олимпийского и мирового рекордов, приехали защищать свой титул чемпионов 2012 года. Сборная США — главный конкурент, даже несмотря на то, что на Олимпиаде 2012 года были дисквалифицированы из-за допинга, на Чемпионате мира 2015 потеряли эстафетную палочку. Другими претендентами на медали стали сборные Великобритании, Тринидада и Тобаго, Франции и Китая. 
Сборная Ямайки выиграла золото в третий раз подряд, а Усэйн Болт 9-ю золотую медаль, став первым человеком в истории, которому удалось выиграть забеги на 100, 200 метров и эстафету 4 × 100 на трех Олимпиадах подряд. 

## Рекорды
До начала летних Олимпийских игр 2016 года мировой и олимпийский рекорды были следующими:
| Мировой рекорд     | Неста Картер, Майкл Фрэйтер, Йохан Блейк, Усэйн Болт (JAM) | 36,84 | Лондон | 11 августа 2012 |
| Олимпийский рекорд | Неста Картер, Майкл Фрэйтер, Йохан Блейк, Усэйн Болт (JAM) | 36,84 | Лондон | 11 августа 2012 |

## Призёры
| Золото                                                                                            | Серебро                                                              | Бронза                                                                                 |
| Ямайка · Асафа Пауэлл · Йохан Блейк · Никель Ашмид · Усэйн Болт · Кемар Бэйли-Коул · Джевон Минзи | Япония · Рёта Ямагата · Сёта Иидзука · Ёсихидэ Кирю · Асука Кембридж | Канада · Аким Хейнс · Аарон Браун · Брендон Родни · Андре Де Грасс · Моболаде Аджомале |

## Расписание
Приведено бразильское время проведения соревнований (UTC-3)
| Дата                     | Время | Раунд   |
| ------------------------ | ----- | ------- |
| Четверг, 18 августа 2016 | 11:40 | Раунд 1 |
| Пятница, 19 августа 2016 | 22:35 | Финал   |

## Результаты

### Раунд 1
Квалификационный норматив: первые три команды с каждого забега (Q) и две команды с лучшим временем (q) проходят в финал.

#### Забег 1
| Место | Дорожка | Страна                   | Время | Примечание |
| ----- | ------- | ------------------------ | ----- | ---------- |
| 1     | 3       | США                      | 37.65 | Q, SB      |
| 2     | 4       | Китай                    | 37.82 | Q, AR      |
| 3     | 2       | Канада                   | 37.89 | Q, SB      |
| 4     | 6       | Турция                   | 38.30 | NR         |
| 5     | 7       | Франция                  | 38.35 | SB         |
| 6     | 8       | Антигуа и Барбуда        | 38.44 | SB         |
| 7     | 5       | Сент-Китс и Невис        | 39.81 |            |
| –     | 1       | Доминиканская Республика | DSQ   |            |

#### Забег 2
| Место | Дорожка | Страна            | Время | Примечание |
| ----- | ------- | ----------------- | ----- | ---------- |
| 1     | 6       | Япония            | 37.68 | Q, AR      |
| 2     | 3       | Ямайка            | 37.94 | Q, SB      |
| 3     | 7       | Тринидад и Тобаго | 37.96 | Q, SB      |
| 4     | 1       | Великобритания    | 38.06 | q          |
| 5     | 8       | Бразилия          | 38.19 | q          |
| 6     | 4       | Германия          | 38.26 |            |
| 7     | 5       | Куба              | 38.47 |            |
| 8     | 2       | Нидерланды        | 38.53 |            |

### Финал
| Место | Дорожка | Страна            | Спортсмены                                                           | Время | Примечание |
| ----- | ------- | ----------------- | -------------------------------------------------------------------- | ----- | ---------- |
| 1     | 4       | Ямайка            | Асафа Пауэлл, Йохан Блейк, Никель Ашмид, Усэйн Болт                  | 37,27 | SB         |
| 2     | 5       | Япония            | Рёта Ямагата, Сёта Иидзука, Ёсихидэ Кирю, Асука Кембридж             | 37,60 | AR         |
| 3     | 7       | Канада            | Аким Хейнс, Аарон Браун, Брендон Родни, Андре Де Грасс               | 37,64 | NR         |
| 4     | 6       | Китай             | Тан Синцян, Се Чжэнье, Су Бинтянь, Чжан Пэймэн                       | 37,90 |            |
| 5     | 1       | Великобритания    | Ричард Килти, Гарри Эйкинс-Эрити, Джеймс Эллингтон, Адам Джемили     | 37,98 |            |
| 6     | 2       | Бразилия          | Рикарду ди Соза, Витор Угу дус Сантус, Бруну ди Баррус, Жоржи Видис  | 38,41 |            |
| –     | 8       | Тринидад и Тобаго | Кестон Бледмен, Рондел Соррилло, Эммануэль Каллендер, Ричард Томпсон | DSQ   |            |
| –     | 3       | США               | Майк Роджерс, Джастин Гэтлин, Тайсон Гэй, Трэйвон Бромелл            | DSQ   |            |